# 刀根麻理子 ゴールデン☆ベスト
刀根麻理子 ゴールデン☆ベスト（とねまりこ ゴールデンベスト）は、2004年12月22日に発売された刀根麻理子のベスト・アルバム。商品番号はTKCA-72799。

## 解説
各レコード会社から発売されている『ゴールデン☆ベスト』シリーズの1枚。今作では、1984年のデビューから1988年まで在籍した徳間ジャパンコミュニケーションズの楽曲を中心に、洋楽カバーや1993年から1994年まで在籍した日本コロムビアの楽曲、野原花子名義で参加したPIΛSのシングル曲で構成されている。ただし、1990年から1991年まで在籍したワーナー・パイオニア（現：ワーナーミュージック・ジャパン）の楽曲は収録されていない。
ウルトラ・ヴァイヴが監修しており、音楽評論家の小川真一が選曲と解説を担当している。収録時間の都合上、フェイドアウトする楽曲はすべてエンディングを短く編集しており、PIΛSの『恋はサーカスゲーム』はTVサイズでの収録である。表ジャケットは5thアルバム『PURELY』の表ジャケットと同じショット、裏ジャケットは2ndアルバム『PURPLE ROSE』の裏ジャケットと同じショットを使用している。

## 収録曲
★……エンディングが短く編集されている楽曲
1. デリンジャー
作詞：三浦徳子　作曲：佐藤健　編曲：新川博
デビューシングル。日本テレビ系『キャッツ♥アイ』第2期オープニングテーマ。
2. Stay with me　★
作詞：ブライアン・リッチー　作曲：和泉常寛　編曲：新川博
デビューシングルのB面。『キャッツ♥アイ』第2期挿入歌。全英語詞。
3. FLYING IN THE TWILIGHT　★
作詞：伊達歩　作曲：和泉常寛　編曲：新川博
シェリー・サベッジのシングル『HOT STUFF』のB面（スプリット盤）。
『キャッツ♥アイ』第2期挿入歌。刀根のアルバムに収録されるのは今作が初。
4. RHAPSODY AGAIN
作詞：三浦徳子　作曲：筒美京平　編曲：ラリー・ウィリアムズ
2ndシングル。雪印乳業ナチュレCMソング。
5. カレンダー
作詞：なかにし礼　作曲：呉田軽穂　編曲：松任谷正隆
3rdシングル。松任谷正隆プロデュース。
6. 少しだけ…　★
作詞：刀根麻理子　作曲：堀川まゆみ　編曲：松任谷正隆
3rdシングルのB面。松任谷正隆プロデュース。
7. ジェラス・ファイアー
作詞：刀根麻理子　作曲：和泉常寛　編曲：佐藤準
4thシングル。雪印乳業ナチュレCMソング。
8. 夜からの旅立ち（フライデーナイト・ファンタジー）　★
作詞：刀根麻理子　作曲：ピエール・ポルト　編曲：鷺巣詩郎
4thシングルのB面。ピエール・ポルトの『フライデー・ナイト・ファンタジー（Cris D'amour）』に刀根が日本語詞をつけたもの。
フェイドアウトする楽曲ではないが、最後の低音がカットされている。
9. 一秒の夏
作詞：松井五郎　作曲：佐藤健　編曲：鷺巣詩郎
5thシングル。ミノルタα-7000CMソング。
10. マリオネット（人形芝居）の夜
作詞：高柳恋　作曲：岡本朗　編曲：船山基紀
6thシングル。フジテレビ系ドラマ『クセになりそな女たち』主題歌。
11. Edge of Love　★
作詞：高柳恋　作曲：岡本朗　編曲：船山基紀
6thシングルのB面。
12. TONIGHT'S THE NIGHT　★
作詞：リンダ・ヘンリック　作曲・編曲：松居慶子
8thシングル。テレビ朝日系『トゥナイト』エンディングテーマ。全英語詞。
13. THE HEAT OF THE CITY
作詞：マキシ・アンダーソン　作曲：松居慶子　編曲：デレク・ナカモト
7thシングル。花王リーゼCMソング。全英語詞。
歌詞カードで発売日を間違えているため、この順番となっている[1]。
14. 私だけのオリオン座
作詞：刀根麻理子　作曲：岩田雅之　編曲：デレク・ナカモト
9thシングル。
15. HEY THERE LONELY BOY　★
作詞・作曲：アール・シューマン、リオン・カー　編曲：WINK SERVICE
カバーアルバム『FOR YOU…』より。
ルビー＆ザ・ロマンティックスが1963年に発表した楽曲のカバー。
16. FEEL LIKE MAKIN' LOVE　★
作詞・作曲：ユージン・マクダニエルズ　編曲：WINK SERVICE
カバーアルバム『FOR YOU…』より。
ロバータ・フラックが1974年に発表して全米No.1になった楽曲のカバー（邦題：愛のためいき）。
17. 幸福を焦らないで
作詞：刀根麻理子　作曲・編曲：大内義昭
14thシングル『せつない夜』のカップリング。
タイトルは『しあわせをあせらないで』と読む。
18. YUKIKO ～そのはかない生命のメッセージ～
作詞：刀根麻理子　作曲・編曲：大内義昭
16thシングル。TBS系ドラマ『21歳の別離』主題歌。
前曲『幸福を焦らないで』のメロディーやアレンジはそのままに、新たな歌詞をつけたもの。
19. 恋はサーカスゲーム　★
作詞：三浦徳子、浅野佑悠輝　作曲：浅野佑悠輝　編曲：岩本正樹
1998年11月21日に発売されたPIΛSの1stシングル。
TBS系のバラエティ番組『ワンダフル』内で放送されたアニメ『Only You ビバ!キャバクラ』主題歌。
歌詞カードにはフルコーラス分掲載されているが、実際はイントロなしで1番のAメロから始まり、Bメロを経て、ラスサビの後フェイドアウトする。

## スタッフ
- 監修：高護（ウルトラ・ヴァイヴ）
- 監修アシスタント：前田雅啓、五月女正子、村井靖、前島寿美（ウルトラ・ヴァイヴ）
- デザイン：永易建治（ホットファズ・デザイナーズ）
- 選曲・解説：小川真一
- A&R：鍋島謙介（徳間ジャパンコミュニケーションズ）
- マスタリングエンジニア：阿部健司（東京CDセンター）